# Staurastrum arnellii
Staurastrum arnellii là một loài Song tinh tảo trong họ Desmidiaceae, thuộc chi Staurastrum.